# Greta Donner
Anna Margaretha "Greta" Donner född Lythberg 11 februari 1726 i Visby, död 24 september 1774 i Visby, var en svensk grosshandlare och företagsledare. Hon är känd som ägare av det gotländska Handelshuset Donner mellan 1751 och 1774.

## Biografi
Margaretha Donner var dotter till rådmannen och grosshandlare Mathias Lythberg och prästdottern Johanna Wihadi från Garda. Hennes far var välbärgad och ägare av det Lythbergska handelshuset, och dottern Greta fick en god utbildning. Hon hade lätt för att lära, var duktig på språk och var tidigt sin far behjälplig med korrespondens och bokföring.
Den 21 augusti 1744 gifte hon sig med handelsmannen Jürgen Hinrich Donner från Lübeck, som hade gästat familjens hem i affärer. Paret bosatte sig i Lübeck där de fick sonen Georg Mathias, men 1746 återvände de till Visby, där de öppnade handelsbod i sin bostad och bedrev handel med bönderna, som utvecklades till ett grossistföretag. Greta fick ytterligare fyra barn, varav ett var sonen Jacob Niclas. Greta Donner deltog i affärerna som gift och skötte bokföring och räkenskaper. 
Vid makens död 1751 övertog hon själv Handelshuset Donner. Hennes främsta medhjälpare var hennes bror Johan, som med en bokhållare och skrivare skötte den engelska handelskorrespondensen, medan hon själv fokuserade på den tyska. Vid denna tid kunde kvinnor i städerna ofta syssla med minuthandel, det vill säga småhandel, men stora handelsföretag kunde kvinnor nästan endast få tillfälle att sköta om de hade ärvt dem. I utbyte mot böndernas varor sålde hon livsmedel som salt, kaffe, kryddor, tobak, socker och järnvaror samt lyxartiklar. Hon utvidgade med exporthandel med spannmål, tjära och trävaror. Hon bedrev rederihandel i stor skala och ägde andelar i många skepp, främst tyska, och förvärvade vid upprepade tillfällen frihetsbrev som lät henne handla med utlandet: hon hade bland annat affärer med 13 handelsföretag i Lübeck. Det var i korrespondensen med sina tyska affärspartner hon tilltalades som "Madam Herr Donner", eftersom de utgick från att hon var man. Hennes handelshus ska ha ägt 20 skepp och därmed varit det största i Sverige under hennes tid. 
Donner lät också investera och utvidga Visby tobaksfabrik och anlägga tobaksspinnerier, investera i kalkbränneri, bygga kalkugnar, exportera kalk och tillhandahålla råvaror till såpfabriken. 
Margaretha Donner avled i tuberkulos och efterträddes av sina två söner.